# フラワーケーキ
フラワーケーキとは、バタークリームなどを使って花の形に絞り、ケーキをデコレーションしたものである。本物の花のように見える繊細な装飾が特徴で、近年SNSなどで人気を集めている。

## 概要
フラワーケーキの起源は、ヨーロッパの菓子職人が砂糖菓子で花や装飾を施したウエディングケーキと、アメリカのウィルトン社がクリームで花を作る技法が融合したものとされる。1970年代の日本では、バタークリームで作ったバラの花などをケーキに飾るスタイルが広まった。
2010年代以降、韓国でクリームの花がメインとなる芸術的なフラワーケーキが流行し、日本にも伝わった。フラワーケーキの花は、一枚一枚手作業で丁寧に絞られる。

## 特徴
フラワーケーキの主な特徴は以下の通りである：
- バタークリームなどを使用し、本物の花に似せて作られた装飾
- 繊細で芸術的な見た目
- 食べられる花の装飾

クリームの種類や絞り方によって、様々な花の種類や色合いを表現できる。

## 日本での展開
日本では、韓国のトレンドを取り入れた菓子職人たちがフラワーケーキの教室を開講するなどして広まった。2022年から2023年にかけて、日本初のフラワーケーキフェアが東京と大阪で計4回開催され、認知度向上に貢献した。
日本独自の発展として、おはぎの上に白あんのクリームで花を絞るなどのアレンジも見られる。 バタークリームに特徴を持つ門田真幸氏がセレノモンローズフラワーケーキ教室開講し広がりが出てきている。

## 課題
フラワーケーキの認知度向上や技術の発展が進む一方で、著作権に関する問題も発生している。2022年には、人気洋菓子ブランドが他店の作品を模倣し販売していたことが明らかになり、謝罪する事態となった。